# Duelo entre "Wild Bill" Hickok y Davis Tutt
El Duelo entre "Wild Bill" Hickok y Davis Tutt fue un tiroteo que ocurrió el 21 de julio de 1865 en la plaza mayor de Springfield (Misuri, Estados Unidos) entre "Wild Bill" Hickok y un vaquero local llamado Davis Tutt. Se considera uno de los pocos duelos entre pistoleros de los que se tiene registro en la historia del Viejo Oeste, y se convirtió en el modelo antológico de la imagen forjada en numerosas novelas, seriales radiofónicos y películas. La primera referencia al duelo en cuestión apareció en la revista Harper's Magazine en 1867, y convirtió automáticamente a Hickok en un hombre conocido en todo el país.

## Preludio
Tutt y Hickok eran jugadores consumados, que frecuentaban los mismos salones y en determinado momento habían sido hasta amigos, a pesar de haber combatido en bandos opuestos durante la guerra civil estadounidense. Tutt había nacido en 1836 en Yellville, Arkansas, y durante su niñez su familia se había visto envuelta en una guerra contra los Everett, en la cual fallecieron varios de sus parientes. Años después Tutt formó parte del Ejército de la Confederación durante la Guerra Civil y encontró residencia en Springfield, Misuri, donde conoció a Wild Bill Hickok.
Al parecer el antagonismo entre Hickok y Tutt se inició con algunas disputas en torno a mujeres; aunque las fuentes son contradictorias, hay indicaciones de que Hickok había mantenido relaciones con la hermana de Tutt, y eventualmente sería el padre de su hijo ilegítimo. Tutt también debió haber prestado ciertas atenciones a la entonces compañera de "Wild Bill", llamada Susanna Moore.
De cualquier modo, todas las fuentes coinciden en afirmar que hacia el 20 de julio de 1865 los dos hombres eran encarnizados enemigos. Hickok se negaba a jugar en cualquier partida en la que Tutt participase, y éste a su vez proporcionaba ayuda económica y consejo a los oponentes de Hickok, con la intención de causarle a largo plazo la ruina.

## La partida de cartas
El conflicto estalló propiamente durante una partida de póker en el Old Southern Hotel. "Wild Bill" jugaba contra algunos oponentes locales mientras Tutt rondaba la mesa, prestando dinero y "animándoles y aconsejándoles sobre cómo ganar a Hickok".
Las apuestas eran bastante elevadas, y Hickok jugó con habilidad, ganando cerca de 200 dólares (unos 2.680 dólares actuales), que provenían principalmente del bolsillo de Tutt. Irritado por las pérdidas y poco dispuesto a reconocer su derrota, Tutt decidió recordarle repentinamente a Hickok una deuda de 40 dólares que éste le debía por un trato previo sobre caballos. Hickok se encogió de hombros y le pagó su dinero, pero Tutt seguía molesto. Exigió a Hickok el pago inmediato de otros 35 dólares en concepto de préstamos para jugar, petición que hizo que Hickok se volviese lentamente y le dijese: "Creo que te equivocas, Dave. Son sólo 25 dólares, tengo el recibo en el bolsillo".
Tutt, viendo su ocasión, tomó una de las posesiones más apreciadas de Hickok de la mesa: su reloj de oro Waltham Watch Company, replicándole: "¡Bien, me quedaré tu reloj hasta que me pagues esos 35 dólares!". Hickok se puso lívido, pero todos los presentes estaban del lado de Tutt, de modo que no podía hacer nada. Humillado, y con una expresión pétrea en el rostro, advirtió tranquilamente a Tutt que no llevase ese reloj en público. Tutt le contestó ácidamente: "¡Va a ser lo primero que me ponga por la mañana!". Aquello acabó con la paciencia de Hickok: "Si lo haces, te dispararé", dijo tranquilamente, y agregó: "Te advierto aquí que mejor no vengas a la ciudad con el reloj puesto". Hickok recogió inmediatamente sus ganancias y se marchó sin añadir palabra. El escenario estaba dispuesto para los acontecimientos del día siguiente.

## El duelo
Aunque Tutt había ganado la primera mano, humillando a Hickok en público, el ultimátum de Hickok había vuelto las tornas. Echarse atrás después de su declaración de intenciones habría hecho pensar a todos que tenía miedo de Hickok, y mientras estuviese en la ciudad, Tutt no podía permitirse mostrar ni un asomo de cobardía. Al día siguiente, el 21 de julio de 1865, apareció en la plaza mayor sobre las 10 de la mañana, luciendo ostentosamente el reloj de oro en el bolsillo del chaleco. Rápidamente se corrió la voz de que Tutt estaba paseándose por ahí para humillar a Hickok, y éste lo supo antes de una hora.
Según el testimonio de Eli Armstrong, respaldado por la declaración de otros dos testigos -John Orr y Oliver Scott-, Hickok se encontró con Tutt en la plaza central de la ciudad, y se sentó junto a ellos para discutir los términos de devolución del reloj. Tutt ahora pedía 45 dólares, mientras que Armstrong le aconsejaba ceñirse a los 35 dólares iniciales. Hickok, por su parte, afirmó que no le daría más de los 25 dólares acordados por escrito. Tutt sostuvo el reloj ante la cara de Hickok y le dijo que ahora no aceptaría menos de 45 dólares. Ambos declararon que no querían pelear sobre el tema, y se fueron a tomar un trago juntos. Tutt después se marchó, volvió al establo y finalmente regresó a la plaza.
Unos minutos antes de las 6 de la tarde, Hickok fue visto acercándose tranquilamente a la plaza desde el sur, con su Colt en la mano. Su presencia hizo que la multitud se refugiase inmediatamente en los edificios más próximos. Tan solo Tutt permaneció en la esquina noroeste de la plaza. A una distancia de unos 6,8 metros, Hickok se detuvo, se volvió hacia Tutt y le dijo en voz alta: "Dave, aquí estoy". Enfundó su pistola, y le dio una última advertencia: "No se te ocurra venir hacia aquí con ese reloj". Tutt no contestó, pero se mantuvo firme, con el revólver visible en su funda.
A pesar de que el duelo inminente lanzaría la fama de Hickok como pistolero, Davis Tutt tenía fama de ser mejor tirador y ambos mostraban el mismo valor insensato. Estáticos, cada uno en un rincón de la plaza, los dos dudaban sobre qué hacer cuando Tutt inició el gesto de tomar su pistola. Hickok sacó su revólver y lo afirmó sobre el antebrazo opuesto. Ambos dispararon un solo tiro, y prácticamente al mismo tiempo, de modo que algunos testigos declararon que solo se había producido un disparo. El de Tutt falló, pero el de Hickok acertó a su oponente en el lado izquierdo del pecho, entre la 5.ª y la 7.ª costilla. Tutt aún tuvo fuerzas de decir: "Chicos, estoy muerto", y dio algunos pasos hacia el porche del juzgado de la calle contigua, donde se desplomó y murió.

## Juicio y resultado
Al día siguiente, se expidió una orden de arresto contra Hickok. Fue detenido dos días después, y se le denegó la fianza, como era común en los casos de asesinato de la época. Hickok eventualmente pagó una fianza de 2.000 dólares, admitida después de que el análisis de los hechos del juez redujese la acusación a homicidio. Hickok fue arrestado bajo el nombre de William Haycocke, acusado del homicidio de David Tutt. Durante el proceso, los nombres mencionados fueron J. B. Hickok y Davis Tutt/"Little" Tutt, sobrenombre equivalente a junior, que indicaba que tenía el mismo nombre que su padre.
El juicio de Hickok por homicidio se inició el 3 de agosto de 1865 y duró tres días. 22 testigos presenciales del hecho testificaron durante el proceso. El abogado de Hickok fue el prestigioso coronel John S. Phelps, antiguo gobernador de Arkansas en el tiempo de la Guerra Civil. La fiscalía estaba a cargo del mayor Robert W. Fyan, y el juez era Sempronius Boyd. No se han conservado las actas del juicio, pero los informes de prensa señalan que, como era de esperar, Hickok alegó legítima defensa. El hecho más discutido durante el proceso fue quién había disparado primero. Solo cuatro de los testigos habían visto realmente el duelo, y dos de ellos afirmaban que habían disparado a la vez de modo que no podían decir quién desenfundó primero. Uno más dijo que estaba justo detrás de Hickok, de modo que no podía ver a Tutt, mientras que el último afirmó que Tutt no había disparado, aunque admitiendo que en su recámara había un cartucho vacío. Los demás testigos coincidían en declarar que aunque no vieron nada se escuchó un solo disparo.
A pesar de que la declaración de legítima defensa era técnicamente ilegal según la ley de combate mutuo -que establecía que ambos habían llegado a la plaza armados y preparados para un duelo-, el jurado decidió que Hickok tenía razones para disparar a Tutt; la opinión pública de la época consideraba que Tutt, siendo el promotor de la pelea y el primero en demostrar cierto ánimo beligerante, y habiendo sido el que primero intentó desenfundar, justificaba con su conducta que Hickok fuese visto como no responsable de haberle matado. También se hizo hincapié en el honorable comportamiento de Hickok, quien advirtió a Tutt en varias ocasiones en vez de dispararle en cuanto tuvo ocasión (conducta que distaba de ser común entre los pistoleros del Viejo Oeste). De cualquier modo, el juicio terminó con la absolución de Hickok, el 6 de agosto de 1865, después de que el jurado deliberase "un par de horas" antes de alcanzar el veredicto de no culpabilidad. Este veredicto resultaba previsible en tanto que mantenía la tendencia legal de la época; tal como describió un historiador contemporáneo: "Nada describe mejor aquellos tiempos que el hecho de que tomar un reloj como garantía de una deuda de póker fuese considerada una provocación suficiente como para provocar un duelo armado".
Debido a su extraordinaria fama, el duelo ha sido objeto de intensas investigaciones, que han llegado en ocasiones a afirmar que Hickok mató a Tutt sin motivo, harto de su humillación. Muchos han argumentado que aunque Hickok se podía sentir humillado por el hecho de que Tutt llevase su reloj, éste también podía sentirse humillado por el hecho de no poder llevar el reloj como satisfacción a sus deudas, sometiéndose a la prohibición de Hickok. Algunas semanas después del duelo, el 13 de septiembre de 1865, el coronel George Ward Nichols, redactor para la revista Harper's Magazine, localizó a Hickok y obtuvo algunas entrevistas que, con su publicación, convertirían al hasta entonces desconocido pistolero en una de las leyendas del Viejo Oeste. 
Davis Tutt, por su parte, fue enterrado en el cementerio de la ciudad de Springfield. Su tumba fue trasladada posteriormente al Maple Park Cemetery.